# Hemetre Hemi
Hemetre (Kurzform: Hemi) war eine altägyptische Prinzessin am Übergang von der 5. zur 6. Dynastie. Sie war eine Tochter von Pharao Unas.

## Herkunft und Familie
Hemetre war eine Tochter von Pharao Unas, dem neunten und letzten Herrscher der 5. Dynastie. Eine Inschrift in ihrem Grab nennt Unas ausdrücklich als ihren Vater. Unas hatte zwei königliche Gemahlinnen: Nebet und Chenut. Welche der beiden die Mutter der Hemetre war, ist unbekannt. Mehrere Geschwister oder Halbgeschwister von Hemetre sind bekannt: Ihr Bruder Unasanch und ein weiterer Bruder, dessen Name nicht überliefert ist, sowie ihre Schwestern Chentkaus, Iput I. (die spätere Gemahlin von Pharao Teti) und Seschseschet Idut. Mögliche weitere Schwestern waren Neferetkaus und Neferut.

## Titel
Hemetre trug die Titel einer leiblichen Königstochter und einer Gottesdienerin im mrt-Tempel des Teti.

## Grabstätte

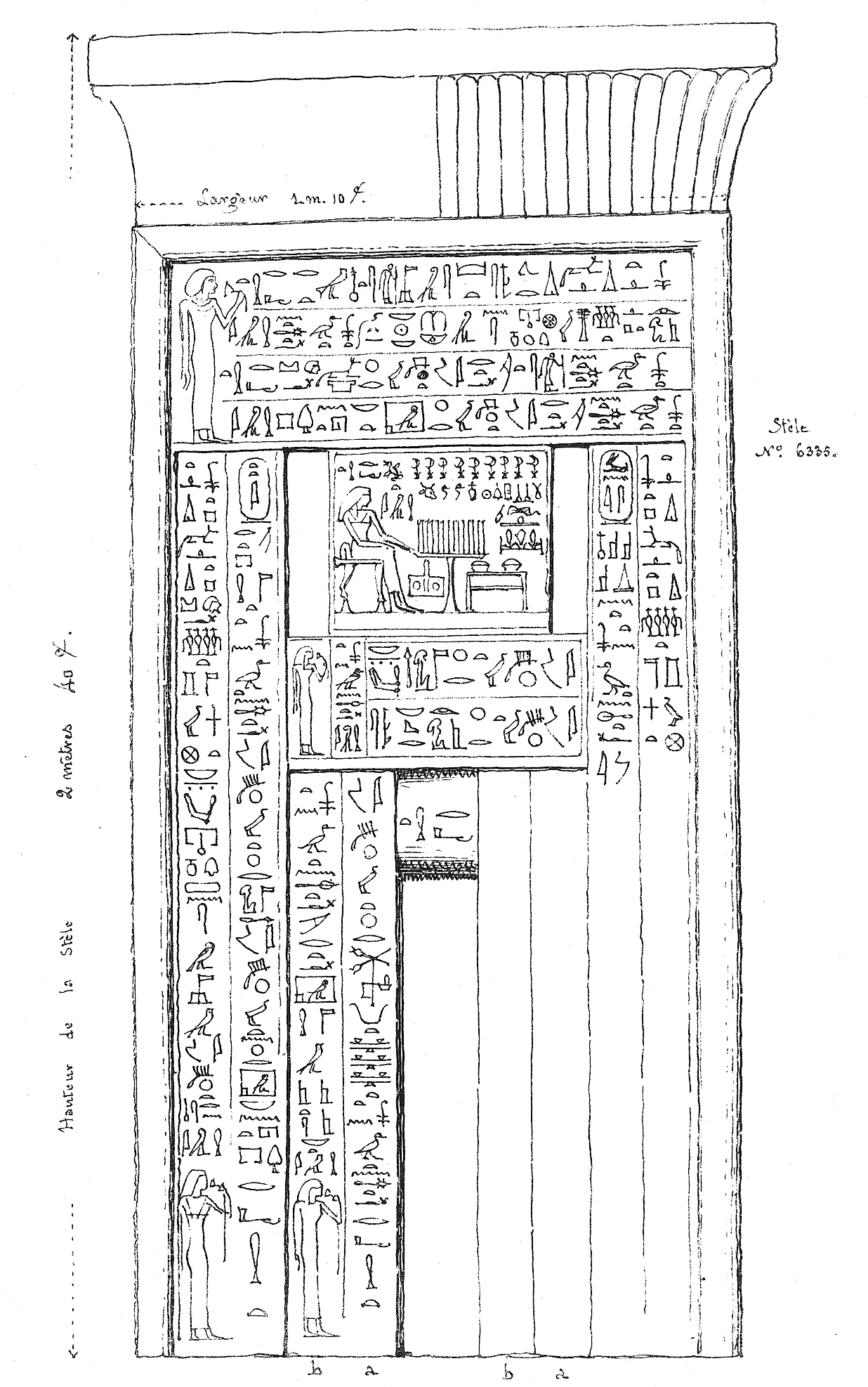
Scheintür der Hemetre aus Mastaba D 65 in Sakkara

Hemetre wurde in der Mastaba D 65 nordwestlich der Djoser-Pyramide in Sakkara beigesetzt. In dieser wurden ihr Sarkophag sowie eine Scheintür gefunden.